# Konrad Canis
Otto Paul Konrad Canis (* 6. Februar 1938 in Wurzen; † 28. November 2024) war ein deutscher Historiker und Hochschullehrer.
Der Sohn eines Lehrers legte 1956 das Abitur in Wurzen ab. Von 1956 bis 1958 absolvierte er den Wehrdienst. Von 1958 bis 1962 studierte er Geschichte an der Universität Leipzig. Anschließend war er wissenschaftlicher Assistent, 1965 wurde er wissenschaftlicher Oberassistent in Rostock. Im selben Jahr promovierte er mit der Arbeit Der preußische Militarismus in der Revolution 1848. 1970 wurde Canis Hochschuldozent an der Universität Rostock. 1975 erfolgte die Habilitation an der Universität Rostock mit der Untersuchung Bismarck und Waldersee. Die außenpolitische Krise der bonapartistischen Diktatur und die Position des Generalstabes. Ab 1975 lehrte er als Hochschuldozent und von 1980 bis 1999 als ordentlicher Professor für deutsche Geschichte an der Humboldt-Universität zu Berlin. Canis war Gastprofessor an der Universität Wien (1999/2000) und der Humboldt-Universität Berlin (2000/2001). Ab 2003 war er im Ruhestand.
Seine Forschungsschwerpunkte waren die deutsche Geschichte im Zeitraum von 1789 bis 1871, die Geschichte des deutschen Kaiserreiches sowie die Geschichte der internationalen Beziehungen. Seine 1997 begonnene dreibändige Darstellung zur deutschen Außenpolitik zwischen 1870 und 1914 gilt als Standardwerk. Er legte 2004 eine Studie über Bismarcks Außenpolitik vor. Eine ausführliche Darstellung über die Außenpolitik Österreich-Ungarns von 1866 bis 1914 veröffentlichte er 2016. Canis war Mitglied der Leibniz-Sozietät der Wissenschaften zu Berlin.

## Schriften
Monografien
- Konstruktiv gegen die Revolution. Strategie und Politik der preußischen Regierung 1848 bis 1850/51. Schöningh, Paderborn 2022, ISBN 978-3-506-70834-2.
- Die bedrängte Großmacht. Österreich-Ungarn und das europäische Mächtesystem 1866/67–1914. Schöningh, Paderborn 2016, ISBN 978-3-506-78564-0.
- Der Weg in den Abgrund. Deutsche Außenpolitik 1902–1914. Schöningh, Paderborn u. a. 2011, ISBN 978-3-506-77120-9.
- Bismarcks Außenpolitik 1870–1890. Aufstieg und Gefährdung (= Otto-von-Bismarck-Stiftung. Wissenschaftliche Reihe. 6). Schöningh, Paderborn 2004, ISBN 3-506-70131-2 (Rezension In: H-Soz-u-Kult).
- Von  Bismarck  zur  Weltpolitik. Deutsche Außenpolitik 1890 bis 1902 (= Studien zur internationalen Geschichte. 3). Akademie-Verlag, Berlin 1997, ISBN 3-05-002758-4.
- Bismarck und Waldersee. Die außenpolitischen Krisenerscheinungen und das Verhalten des Generalstabes 1882 bis 1890 (= Schriften des Zentralinstituts für Geschichte. 60, ISSN 0138-3566). Akademie-Verlag, Berlin 1980.
- Der preußische Militarismus in der Revolution 1848. Rostock 1965, (Rostock, Universität, Dissertation, vom 12. Juni 1965; maschinschriftlich).